# Poitou-Esel

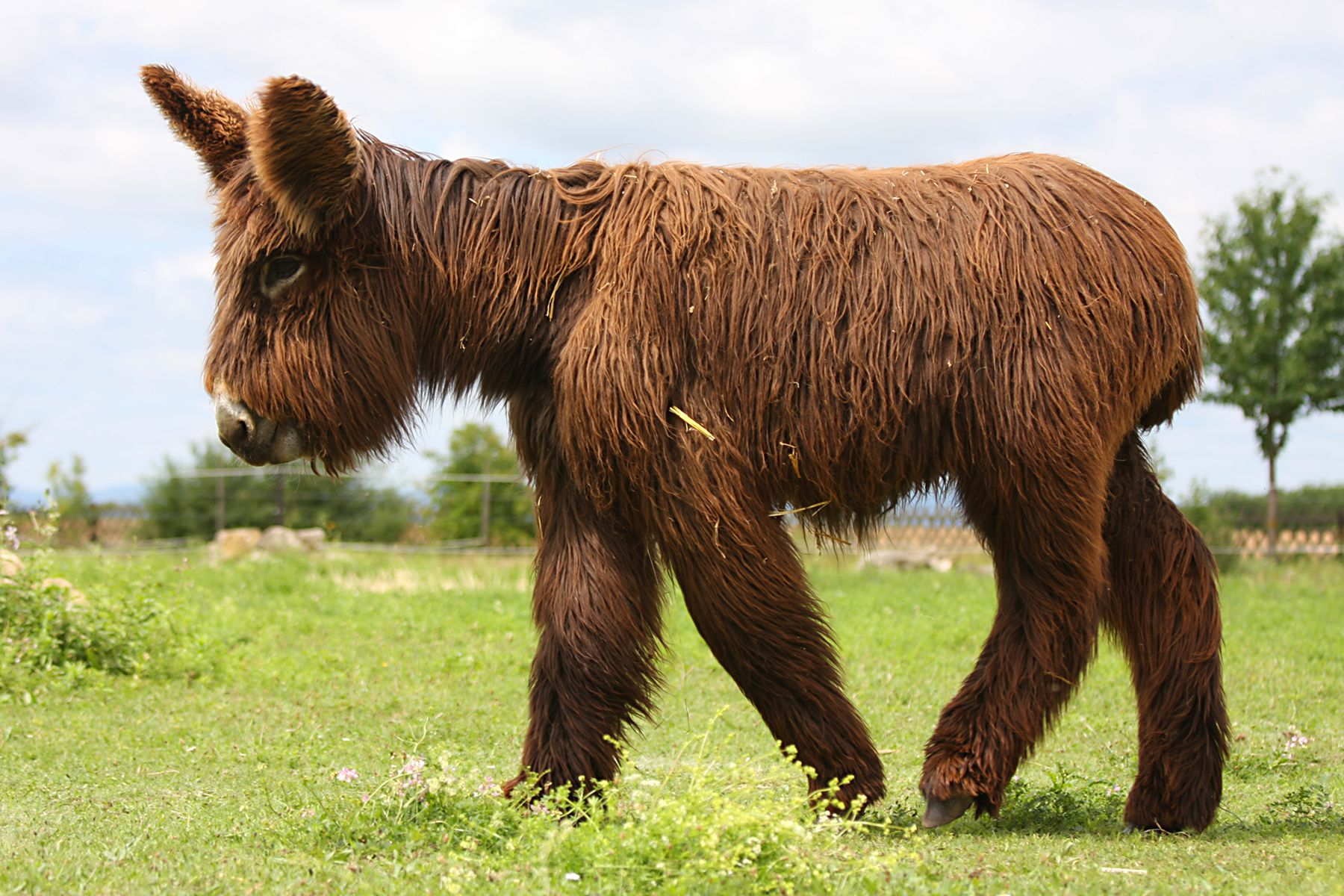
Poitou-Esel, weiblich, ein Jahr alt

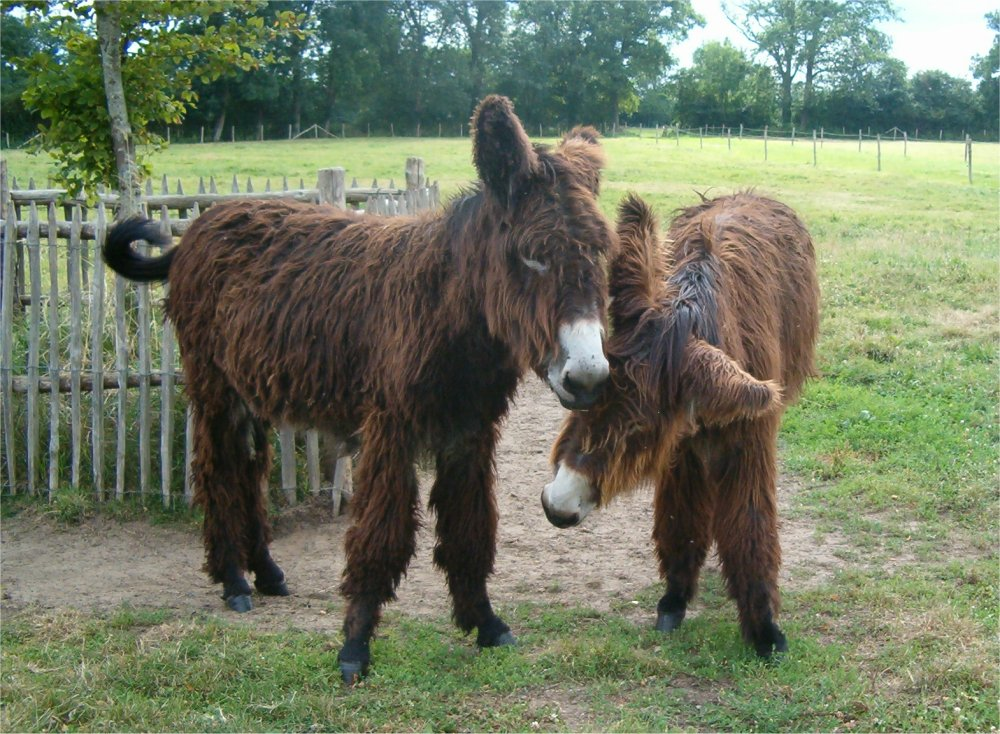
Poitou-Esel

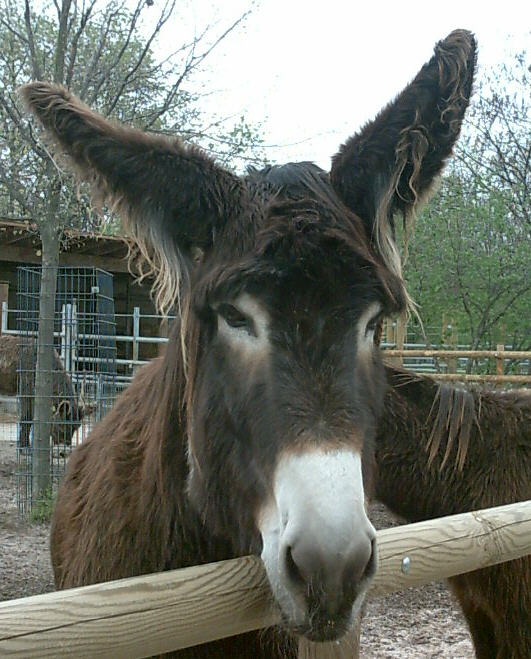
Kopf eines Poitou-Esels

Der Poitou-Esel (frz. Baudet du Poitou) ist eine gefährdete Großeselrasse, die nach dem Gebiet Poitou (in der Region Nouvelle-Aquitaine) im Westen Frankreichs benannt ist.
Die Rasse ist seit dem 11. Jahrhundert bekannt, vermutlich aber schon früher entstanden. Sie war in Südwestfrankreich verbreitet. Heute gibt es jedoch nur noch wenige Reinzuchten.
Die Hengste haben ein Stockmaß von 140 bis 150 cm, die Stuten sind 135 bis 145 cm hoch. Der Poitou-Esel wirkt massig und hat häufig ein langes, zottiges Fell, das meist dunkelbraun ist. Maul, Augenränder und Bauch sind weißgrau, mit einem rötlichen Farbton als Übergang zum dunkelbraunen Fell, das manchmal auch einen hellen Braunton haben kann.
Die Rasse wurde vor allem für die Feldarbeit gezüchtet und in Kreuzungen mit dem Poitevin zur Züchtung ungewöhnlich großer Maultiere verwendet und hier auch zu militärischen Zwecken eingesetzt. Heutzutage werden Poitou-Esel mitunter in Zoologischen Gärten gezeigt; in Deutschland kann man sie z. B. im Tierpark Berlin, im Tier- und Pflanzenpark Fasanerie Wiesbaden, im Tierpark Hamm, im Tiergarten Heidelberg, in der Wilhelma in Stuttgart, im Tierpark Hagenbeck, im Tierpark Niederfischbach, im Tiergarten Nürnberg, im Wildgehege Hellenthal, im Tiergehege Mundenhof bei Freiburg, im Wildpark Lüneburger Heide, im Tierpark Nordhorn, im Haustierpark Werdum, im Tiergarten Kleve, im Tierpark Weeze, im Tierpark Arche Warder, beim Avalonorden in Biedershausen und in Rolfs Streichelzoo in Köln sehen. Einige der Esel leben auch in dem Naturgebiet Steveraue in Olfen und in der Asinerie Cleeberg in Mittelhessen. Dort wird auch eine Zucht betrieben. In Österreich konnte man sie bis Mai 2020 im Tiergarten Schönbrunn sehen, seit Mai können die beiden Poitou-Esel im Tierpark Wolfsgraben besucht werden.